# Emilio Salgado
Coronel Emilio Salgado fue un militar mexicano que participó en la Revolución mexicana. Nació en Meoqui, Chihuahua. En 1911 se incorporó a las fuerzas Maderistas en Ojinaga, Chihuahua, bajo las órdenes de Felipe Chacón. Participó en la Batalla de Mulato. Al triunfo maderista fue nombrado jefe de un cuerpo de rurales en Chihuahua con el grado de Coronel, sin embargo, murió poco después en su pueblo natal en febrero de 1912. 